# 遠山利景
遠山 利景（とおやま としかげ）は、戦国時代から江戸時代にかけての武将で明知城主。江戸幕府の旗本（交代寄合）としての明知遠山氏の初代。

## 略歴
美濃国恵那郡明知に生まれる。父は遠山景行というが、兄とされる遠山景玄の子という説もある。
母は三河加茂郡東広瀬城主三宅髙貞の娘。
室は三河足助城主の鱸氏(鈴木重直)の娘で、その母は松平清康の養女（かつ妹）で家康の乳母である随念院（お久）。

### 仏門に入る
幼くして飯高山満昌寺に入って僧となった。
元亀元年（1570年）12月28日の上村合戦で武田軍の秋山虎繁に敗れた父の景行は自刃し、兄の景玄も戦死した。
天正2年（1574年）2月7日に武田勝頼の家臣山県昌景の侵攻の際に、もう一人の兄の遠山友治も討死にし、明知城は落城した（明知城の戦い）。

### 還俗して武将となる
後継である兄の景玄の遺児で嫡流の一行は未だ幼少であったために、家臣一同が相談して還俗させと明知遠山氏を継がせた。遠山利景と名乗り、通称を勘右衛門と称し、そして三河足助城主の鱸氏（鈴木重直）の娘を妻に迎えた。
やがて妻との間に方景が生まれたが、前述の兄の景玄の遺児の一行を養嗣子とし、また上村合戦で武田氏と戦って当主が討死した串原遠山氏の経景も養子とした。
天正3年（1575年）5月の長篠の戦いの後、織田信忠は、武田方が籠る岩村城を攻囲したが、その戦いにおいて利景は小里城を落とし、明知城を奪還した。
天正10年（1582年）の甲州征伐の際には、徳川家康の麾下に属して、一行と方景を伴って参加。そのまま河尻秀隆らと甲府の守りついていた所に、本能寺の変を知って帰還した。河尻秀隆の甲府入りの際には利景・一行・方景が従っており、その後は共に甲府の守備に就いていることから、利景らは秀隆の与力にあたると推測される。
この時、駿河国に赴き、江尻城にいた本多重次を訪ねて、今後は一族は徳川方に従うことを誓ったが、直後に羽柴秀吉より美濃金山城主森長可に従い人質を出すように命ずる書状があり、一行の娘を金山城に人質として送った。
しかし天正11年（1583年）、利景は密かに明知城を出て、三河足助城に移ると家康の麾下に入った。これを知った森長可は激怒して質子の一行の娘の阿子と老女2人を磔刑にして屍を野原村の矢作川の河原に晒した。その後、明知城は森長可の手に落ちた。
天正12年（1584年）、小牧・長久手の戦いが始まると、明知城は森長可の家臣の石黒藤蔵・関左門の2人が守っていたが、4月17日、利景は策を講じてこれを襲い、城を奪還すると共に首級15を挙げた。
そのうち3つを小牧の家康本陣に送り、西尾吉次と本多正信が首実検をし、論功行賞で明知の所領安堵が認められた。
さらに加勢を受けて手薄な森長可領を攻撃したが、森長可の家臣各務元正の守る岩村城への攻撃は失敗し、逆に遠山半左衛門などが討ち取られたため、それ以上の侵攻は頓挫した。他方、真田昌幸を押し込めるための小諸城の守りに派遣された依田康国の配下には一行もいた。
同年11月に秀吉と織田信雄との和睦を機に終戦すると、秀吉の命令で明知城は戦死した森長可の弟の森忠政の所領に加えられることになり、利景は再び追われて足助城の鈴木氏を頼った。
天正13年（1585年）徳川家康が下条康長（牛千代）に対し、天文年間に下条氏が武田信玄から与えられて領地としていた恵那郡上村を遠山勘左衛門（おそらく正しくは勘右衛門＝利景）に引き渡すように書状を送り命じた。
天正16年（1588年）の冬、家康の使いとして信濃〜甲斐〜駿河を行き来していた一行は、信濃と甲斐の国境の平沢峠で大雪に遭って凍死したため、明知遠山氏の嫡流である景玄系は断絶した。
天正18年（1590年）北条氏直の小田原征伐に、徳川軍の一員として嫡男の方景と串原遠山氏の経景とともに従軍した。後北条氏が滅亡し家康が関東に転封されると、上総国で知行地を賜った。また江戸に2,700坪の屋敷を賜った。
慶長元年（1596年）明知遠山氏の菩提寺として三河の三玄寺から椽室宗採を招き龍護寺を開基した。

### 東濃の戦い
慶長5年（1600年）、上杉景勝が命令に従わないとして家康が会津征伐を始めた際、徳川軍麾下として利景・遠山経景・遠山友政・小里光親もこれに加わっていたが、石田三成が決起して関ヶ原の戦いが始まった。
利景・経景・遠山友政・小里光親らは、西軍についた田丸直昌から領地を取り戻すために徳川方について東軍に参加することとし、
「急ギ故郷ニ行キ恩顧ノ者共招集メ、人数ヲ促シ岩村ニ馳向ヒ田丸ガ兵ヲ押ユベシ」という命を受け、遠山利景・方景父子と共に、8月2日に江戸屋敷にて準備をし、鉄砲と弾薬の支給を受けて、東海道を通って岡崎を経て足助へ到着した。
岩村城奪還の役目を受けた旧領主達の国入りが伝えられ、経景は串原・明知に戻り、野武士・狩人・郷民など恩顧の者達を集め、明知城奪還のために協力するよう説得し、明知遠山勢は500余人と小里勢は200人は二隊に分かれて明知城へ向けて進軍した。
利景・方景・経景は、8月下旬、小里光親と共に明知城を包囲し、9月2日に田丸勢の山川佐之助・原土佐守氏は明知城を放棄して敗走したため追撃して首級13を挙げ、明知城を奪還した。
9月3日に小里光親は小里城を奪還した。(東濃の戦い)
さらに共同で岩村城に籠る田丸主水を包囲し、妻木頼忠が土岐砦と高山砦を陥した。15日に関ヶ原本戦が決着した後、田丸主水は投降し、遠山友政が岩村城を接収し、夜が明けて諸将が撤収後は利景と家臣が岩村城を守備し、土岐砦は方景が守り、明知城には経景を入れて守せらせた。

### 旗本(交代寄合)となる
その功で戦後に旧領回復を成し遂げて江戸幕府成立後の慶長8年（1603年）、美濃国恵那郡と土岐郡において6,530石の知行地を朱印状で認められ交代寄合となり、伏見にて従五位下、民部少輔に任じられ、9月27日に家康が大坂城に入城した際には御奏者奉行を務めた。
江戸幕府成立後に利景は交代寄合となった後は、経景にその領地の中から吉良見村、猿爪村の五百石を分け与え旗本明知遠山氏の家老とした。経景の11代目の子孫の正景の代に「永田」と改姓し、代々幕末まで明知遠山氏を支えた。

### 寺院の開創
慶長17年（1612年）、萬勝寺で祀られていた聖観世音菩薩木像を本尊として、明知城の西に観音寺を開基し、龍護寺の覚巌和尚が開山した。利景が出陣中に守護仏として数多の戦いに同伴した由緒があり、「明知年譜」には、「至って古仏」と記されている。
利景は、飯高山満昌寺の焼け跡の荒廃を嘆いて明知遠山氏の菩提寺である龍護寺を開山した椽室宗採に再興を頼んだが再興を見ずして、慶長19年（1614年）に没した。享年75。
自ら創建した龍護寺に葬られた。交代寄合の明知遠山氏の家督は方景が継いだ。

## 子孫
12代遠山景高は安芸守となりペリー来航時の浦賀奉行を務めた。曾孫からの分家筋からは“遠山の金さん”で知られる名奉行遠山景元が出ている。しかし双方とも養子を挟んでおり、血族ではない。